# Saison 1 d'Alias
Chronologie
Saison 2
Cet article présente la première saison de la série d'espionnage américaine Alias.

## Synopsis de la saison
Sydney Bristow, une jeune étudiante en littérature anglaise, doit apprendre à coordonner sa vie d'agent double. Elle doit non seulement assurer ses missions au SD-6 aux côtés de Dixon, son partenaire, mais aussi accomplir les contre-missions que la CIA lui confie. Heureusement, elle peut compter sur le séduisant Michael Vaughn, son agent de liaison à la CIA dont elle finit par se rapprocher assez intimement, bien qu'ils s'efforcent l'un comme l'autre de rester professionnels. Durant le même temps, ses relations avec son père s'améliorent depuis qu'elle a appris qu'il était lui aussi espion, et lui aussi agent double. Parallèlement, Sydney est obligée de mentir à son cercle d'amis, qui croient qu'elle travaille pour une banque d'affaires internationales, le Crédit Dauphine, ce qui lui permet de couvrir ses activités d'espionne. Will Tippin, un jeune journaliste tombé amoureux d'elle, enquêtera sur la mort de son fiancé Danny, tué sur les ordres d'Arvin Sloane afin de protéger le SD-6, et se retrouvera à son tour en danger de mort. Au cours de ses différentes missions, Sydney comprend peu à peu que diverses organisations terroristes luttent pour la possession de mystérieux objets créés par Rambaldi, à la fois un prophète et un homme de science qui vivait au xve siècle. Parmi les adversaires que Sydney doit affronter, une organisation secrète composée d'anciens espions, au service du "Monsieur" ("The Man", en VO), semble très déterminée à éliminer ses "concurrents" (c'est-à-dire les différents services de renseignements) dans la course aux artefacts laissés par Rambaldi. Sydney semble d'ailleurs devoir jouer un rôle central dans l'exécution des prophéties de ce mystérieux personnage. Durant cette première saison, elle apprend aussi que sa mère, Laura Bristow, était en réalité une ancienne agent du KGB, dont le véritable nom était Irina Derevko.
La révélation finale : Alors que Sydney la croyait morte, elle se retrouve enfin confrontée à elle à la fin de la saison, dans une situation plutôt inconfortable...

## Distribution

### Acteurs principaux
- Jennifer Garner (VF : Laura Blanc) : Sydney Bristow
- Victor Garber (VF : Marcel Guido) : Jack Bristow
- Ron Rifkin (VF : Max André) : Arvin Sloane
- Michael Vartan (VF : Éric Legrand) : Michael Vaughn / André Michaux
- Bradley Cooper (VF : Damien Boisseau) : Will Tippin
- Kevin Weisman (VF : José Luccioni) : Marshall J. Flinkman (21 épisodes)
- Merrin Dungey (VF : Isabelle Ganz) : Francie Calfo (20 épisodes)
- Carl Lumbly (VF : Jean-Louis Faure) : Marcus Dixon (19 épisodes)

### Acteurs récurrents
- Greg Grunberg (VF : Cyrille Artaux) : Eric Weiss (13 épisodes)
- Sarah Shahi (VF : Barbara Delsol) : Jenny (7 épisodes)
- Evan Parke (VF : Jean-Paul Pitolin) : Charlie Bernard (6 épisodes)
- David Anders (VF : Denis Laustriat) : Julian Sark (5 épisodes)
- Amy Irving (VF : Martine Irzenski) : Emily Sloane (5 épisodes)
- Joey Slotnick (VF : Hervé Bellon) : Steven Haladki (5 épisodes)
- James Handy (VF : Jean-Pierre Rigaux) : Directeur Devlin, directeur de la CIA (5 épisodes)
- Angus Scrimm (VF : Jacques Berthier) : Calvin McCullough (4 épisodes)
- Aharon Ipalé : Ineni Hassan (4 épisodes)
- Patricia Wettig (VF : Véronique Augereau) : Dr Judy Barnett (3 épisodes)
- Keone Young (VF : Jean-Pierre Rigaux) : Professeur Choy (3 épisodes)
- Gina Torres (VF : Pascale Vital) : Anna Espinosa (3 épisodes)
- Derrick O'Connor (VF : Igor de Savitch) : Alexander Khasinau (3 épisodes)
- Yvonne Farrow (VF : Pascale Vital) : Diane Dixon (2 épisodes)
- Ric Young (VF : Philippe Peythieu) : Dr Zhang Lee (2 épisodes)
- Terry O'Quinn (VF : Michel Le Royer) : Kendall, directeur adjoint du FBI (1 épisode)

### Invités
- Miguel Sandoval (VF : Richard Leblond) : Anthony Russek (3 épisodes)
- Quentin Tarantino (VF : Jean-Philippe Puymartin) : McKenas Cole (2 épisodes)
- John Hannah : Martin Shepard (2 épisodes)
- Peter Berg (VF : Guy Chapellier) : Noah Hicks (2 épisodes)
- Tobin Bell (VF : Bernard Tiphaine) : Karl Dreyer (2 épisodes)
- Agnes Bruckner : Kelly McNeil (2 épisodes)
- Roger Moore (VF : Claude Giraud) : Edward Poole (1 épisode)
- John Aylward (VF : Raoul Delfosse) : Jeffrey Davenport (1 épisode)
- Tony Amendola : Tambor Barcelov (1 épisode)
- Ravil Isyanov : Luri Karpachev (1 épisode)
- Mark Rolston : Seth Lambert (1 épisode)
- James Hong : Joey (1 épisode)

## Liste des épisodes

### Épisode 1:Agent double
- États-Unis : 30 septembre 2001 sur ABC
- France  : 13 février 2002 sur  Téva

- Edward Atterton (Dr Daniel « Danny » Hecht)
- Ric Young (le "Dentiste")
- Angus Scrimm (agent McCullough)
- Greta Sesheta (Réceptionniste de la CIA)
- Greg Grunberg (agent Weiss)
- Nancy Wetzel (Amy Tippin)
- Lorenzo Callender (Messager)
- Greg Collins (Kenny)
- Vicky Davis (Interne)
- Jay Gerber (Pr Mizzy)
- Ming Lo (Agent)
- Raymond Ma (Homme d'affaires Taiwanais)
- Miguel Najera (agent Gonzales)
- Mark Newsom (Technicien de surveillance)
- Philip Tan (officier taïwanais)
- Emily Wachtel (Beth)
- William Wellman Jr. (Prêtre)

### Épisode 2:Opération Tonnerre 6
- États-Unis : 7 octobre 2001 sur ABC
- France : 20 février 2002 sur Téva

- Sarah Shahi (Jenny)
- Evan Parke (Charlie Bernard)
- Greg Grunberg (Eric Weiss (non-crédité))
- J. J. Abrams (homme au téléphone)
- Seema Rahmani (Sara)
- Gregory Phelan (un étudiant)
- Alexander Kuznetsov (Kazimir Shcherbakov)
- Aharon Ipalé (Ineni Hassan)
- Ravil Isyanov (Luri Karpachev)
- John Aylward (officier Davenport)
- Ammar Daraiseh (Le marchand d' armes égyptien)
- James Handy (Ben Devlin, directeur de la CIA (non-crédité))
- Azdine Melliti (Garde du Corps #1)
- Xavier J. Nathan (officier français)
- John Storey (officier de la CIA)

### Épisode 3:Meilleures ennemies
- États-Unis : 14 octobre 2001 sur ABC
- France :  : 27 février 2002 sur Téva

- Evan Parke (Charlie Bernard)
- Gina Torres (Anna Espinosa)
- Greg Grunberg (Eric Weiss (non-crédité))
- Anthony Vatsula (Doorman)
- Tony Sears (agent du SD-6)
- Luis Medina (Eduardo Benegas)
- Carole Gutierrez (Laura Stenson)
- Mark Rolston (agent Seth Lambert)
- Elaine Kagan (June Litvack)
- Keone Young (professeur Choy)
- Aharon Ipalé (Ineni Hassan)
- Russell Alexander-Orozco (MC)
- Cass Asher (agent allemand du SD-6 Schwartz)
- Duane Journey (Chef de l'équipe des Snipers)
- Luis Medina (VII) (Eduardo Benegas)
- Randy Mulkey (officier de la Navy)
- Alfonso Paz (officier en Chef de la Sécurité)
- Antony Sears (I) (Agent Allemand du SD-6)
- Anthony Vatsula (Portier)

### Épisode 4:Cœur brisé
- États-Unis : 21 octobre 2001 sur ABC
- France : 6 mars 2002 sur Téva

- Evan Parke (Charlie Bernard)
- Angus Scrimm (agent McCullough)
- Sarah Shahi (Jenny)
- Gina Torres (Anna Espinosa)
- Arabella Holzbog (Laura Bristow, la mère de Sydney)
- Hector Aristizabal (Waiter)
- Haley Gilbert (Rachel)
- Søren Hellerup (Médecin)
- Subash Kundanmal (Dhiren Patel)
- Sayed Badreya (Vendeur)
- Jeff Chase (garde du corps de Sawari)
- Faran Tahir (Bak Ibrahim)
- Maurice Chasse (Jacqnoud)
- Bernard White (Malik Sawari)
- Cass Asher (agent allemand du SD-6 Schwartz)
- Miguel Sandoval (agent Anthony Russek)
- Antony Sears (I) (agent Allemand du SD-6)
- Alex Veadov (officier du K-D)

### Épisode 5:Copie conforme
- États-Unis : 28 octobre 2001 sur ABC
- France : 6 mars 2002 sur Téva

- Yvonne Farrow (Diane Dixon)
- Greg Grunberg (Eric Weiss (non-crédité))
- Pablo Santos (Roy)
- Jeff Chase (garde du corps de Sawari)
- Kevin Mitnick (agent Burnett)
- Maurice Chasse (Jacqnoud)
- Norbert Weisser (Jeroen Schiller)
- Lori Heuring (Kate Jones / Eloise Kurtz)
- Tom Everett (agent Paul Kelvin)
- Robert Bailey Jr. (Le fils de Dixon)
- Robert, Jr Bayley (Le fils de Dixon)
- Maurice Chasse (Luc Jacqnoud)
- Arabella Holzbog (Laura Bristow (non-créditée))
- Subash Kundanmal (Dhiren Patel)
- Clint Lilley (garde du corps de Patel)
- Tristin Mays (La fille de Dixon)
- Kevin E. West (officier Logan)
- Bernard White (Malik Sawari)

### Épisode 6:Véritable Identité
- États-Unis : 18 novembre 2001 sur ABC
- France : 13 mars 2002 sur Téva

- Evan Parke (Charlie Bernard)
- Sarah Shahi (Jenny)
- Greg Grunberg (Eric Weiss (non-crédité))
- Nancy Dussault (Mme Calder)
- Cole Petersen (Boy)
- John Hannah (Martin Shepard)
- Lori Heuring (Kate Jones / Eloise Kurtz)
- Haley Gilbert (Rachel)
- Daniel Betances (Pearson)
- Neil Dickson (agent du FTL John Smythe)
- Mark Galasso (Ed Davis)
- Maurice Godin (agent du SD-6 Fisher / Dr Fontanetta)
- Christopher Grove (Gérant de la Galerie)
- Arabella Holzbog (Laura Bristow)
- Charles Keating (Alain Christophe)
- Dennis Keiffer (Ferroq)
- Evguéni Lazarev (Dr Kreshnik)
- Paul Lieber (agent Bentley Calder)
- Tom Waite (officier allemand)
- Nancy Wetzel (Amy Tippin)
- Diane Witter (La veuve qui pleure (non-créditée))

### Épisode 7:Ciel jaune
- États-Unis : 25 novembre 2001 sur ABC
- France : 20 mars 2002 sur Téva

- Evan Parke (Charlie Bernard)
- Sarah Shahi (Jenny)
- Gina Torres (Anna Espinosa)
- John Hannah (Martin Shepard)
- Elaine Kagan (June Litvack)
- Mark Galasso (Ed Davis)
- Derek Mears (Romainian Orderly)
- Dennis Keifer (Ferroq)
- Edward Atterton (Dr Daniel « Danny » Hecht (non-crédité))
- Charles Keating (Alain Christophe (scène coupée))
- Yevgeni Lazarev (Dr Kreshnik)

### Épisode 8:Sale Temps
- États-Unis : 2 décembre 2001 sur ABC
- France : 27 mars 2002 sur Téva

- Gina Torres (Anna Espinosa)
- Tobin Bell (agent Dreyer)
- Robert Clendenin (Kostia Bergman)
- Peter Dennis (Professeur Bloom)
- Keone Young (Professor Choy)
- Elaine Kagan (June Litvack)
- Jack Axelrod (Giovanni Donato)
- Sam Ayers (Professor Wilkinsen)
- Michael Halsey (Pr Hoyt)
- Paul Anthony Scott (Garde du FTL)
- Del Zamora (Mike)

### Épisode 9:Mea Culpa
- États-Unis : 9 décembre 2001 sur ABC
- France : 3 avril 2002 sur Téva

- Yvonne Farrow (Diane Dixon)
- Miguel Sandoval (agent Anthony Russek)
- Tobin Bell (agent Dreyer)
- Timothy Landfield (Kretchmer)
- Christopher Thornton (Nevil)
- David St. James (M. Franco)
- Richard F. Whiten (officier Pollard)
- Kaline Carr (Secrétaire de M. Franco)
- Jon Curry (Phillips)
- David Franco (III) (Garde)
- Cosimo Fusco (Logan Gerace)
- Tim Halligan (Dr Mallaska)
- Maurice Irvin (Homme)
- Moe Irvin (agent de la CIA)

### Épisode 10:In Extremis
- États-Unis : 16 décembre 2001 sur ABC
- France : 10 avril 2002 sur Téva

- Sarah Shahi (Jenny)
- Don Took (agent Grey)
- Christopher Thornton (Nevil)
- Scotch Ellis Loring (agent Gordon)
- James Warwick (Severn Driscoll)
- Kevin McCorkle (agent du SD-6)
- Aharon Ipalé (Ineni Hassan / Nebseni Saad)
- Conrade Gamble (Garde du Corps)
- Erica Inez (Gérante de l'Hôtel)
- Ken Olin (David McNeil)
- Scott Paulin (Robert Stoller)
- Miguel Sandoval (agent Anthony Russek)
- Scott Vance (agent de la sécurité du SD-6 Douglas)
- Nancy Wetzel (Amy Tippin)

### Épisode 11:Zones d'ombres
- États-Unis : 6 janvier 2002 sur ABC
- France : 17 avril 2002 sur Téva

- Greg Grunberg (Eric Weiss (non-crédité))
- James Handy (Ben Devlin, directeur de la CIA)
- Joanne Young (Mychella)
- Francesco Quinn (Minos Sakkoulas)
- Aharon Ipalé (Aninni Hassan)
- Vincent Lappas (Techie)
- J. Anthony McCarthy (Videur Grec)
- Ken Olin (David McNeil)
- Antonio Rufino (Ami de Pablo)
- Matt Williamson (garde du corps)

### Épisode 12:Jeux dangereux: Partie 1
- États-Unis : 20 janvier 2002 sur ABC
- France : 17 avril 2002 sur Téva

- Sarah Shahi(Jenny)
- Joey Slotnick (officier Steven Haladki)
- Patricia Wettig (Dr Judy Barnett)
- Agnes Bruckner (Kelly McNeil)
- Jennifer Tung (Toni)
- Jeff Wolfe (Gonov)
- David Lea (Ice)
- Igor Jijikine (Chopper)
- Kristof Konrad (Endo)
- Ben Bray (Tchen)
- Quentin Tarantino (McKenas Cole)
- Randy Hall (agent de sécurité #1)
- Lawrence Lowe (agent de sécurité #2)

- Quentin Tarantino apparaît en guest star dans le rôle de McKenas Cole.
- Le scénario est largement basé sur le film Piège de cristal.

### Épisode 13:Jeux dangereux: Partie 2
- États-Unis : 10 février 2002 sur ABC
- France : 24 avril 2002 sur Téva

- James Handy (Ben Devlin, directeur de la CIA)
- Joey Slotnick (officier Steven Haladki)
- Agnes Bruckner (Kelly McNeil)
- Jennifer Tung (Toni)
- Jeff Wolfe (Gonov)
- David Lea (Ice)
- Igor Jijikine (Chopper)
- Kristof Konrad (Endo)
- Ben Bray (Tchen)
- Quentin Tarantino (McKenas Cole)
- Greta Sesheta (La réceptionniste de la CIA)

- Quentin Tarantino apparaît en guest star dans le rôle de McKenas Cole.
- Le scénario est largement basé sur le film Piège de cristal.
- Le nom du bateau est l'Alba Varden qui apparaît dans le film L'Arme fatale 2.

### Épisode 14:Poker Menteur
- États-Unis : 24 février 2002 sur ABC
- France : 1er mai 2002 sur Téva

- David Anders (M. Sark)
- Evan Parke (Charlie Bernard)
- Patrick Pankhurst (Brandon Dahlgren)
- Jorgo Ognenovski (Lavro Kessar)
- Stephen Liska (Ilyich Ivankov)
- Ray Laska (responsable de l'étage)
- Keone Young (Professeur Choy)
- Allison Dean (Stella Campbell)
- John Fletcher (Premier Joueur de cartes)
- Christopher Grey (Garde de la sécurité)
- Douglas Robert Jackson (Dealer)
- James Lew (Quan Li)
- Hamilton Mitchell (Second Joueur de cartes)
- Frank Patton (Croupier)
- Bobby Rodgers (Révérend)
- Joe Toppe (officier de sécurité)

### Épisode 15:Page 47
- États-Unis : 3 mars 2002 sur ABC
- France : 8 mai 2002 sur Téva

- David Anders (M. Sark)
- Amy Irving (Emily Sloane)
- Sarah Shahi (Jenny)
- Don Took (agent Grey)
- Michelle Arthur (en) (Abigail)
- Jorgo Ognenovski (Lavro Kessar)
- Bryan Rasmussen (agent Cohen)
- Ken Olin (David McNeil, non-crédité)
- Thomas Mills (le livreur)
- Stewart Skelton (le procureur (non-crédité))

Will Tippin se met en danger en poursuivant ses recherches sur le SD-6, notamment en rencontrant Mc neil, un prisonnier.. Jack convainc sloane de ne pas l’éliminer, puis le menace physiquement pour le dissuader.
Francie est déprimée, Sydney et elle retire leur bague de fiançailles. Tipin est nommé pour une récompense de journaliste.
Sydney va photographier et voler le manuscrit de Rambaldi avant que Sark le récupère.

### Épisode 16:La Prophétie
- États-Unis : 10 mars 2002 sur ABC
- France : 15 mai 2002 sur Téva

- James Handy (Ben Devlin, directeur de la CIA)
- Terry O'Quinn (Agnet Kendall)
- Amy Irving (Emily Sloane)
- Wolf Muser (en) (Ramon Veloso)
- Derrick O'Connor (Alexander Khasinau)
- Joey Slotnick (officier Steven Haladki)
- Castulo Guerra (Jean Briault)
- Lindsay Crouse (Dr Carson Evans, DSR)
- Allen Williams (sénateur Mark Townsend)
- Lilyan Chauvin (Signora Ventuffi)
- Robert Arce (Hobbes)
- Carl Ciarfalio (Garde du Vatican)
- Joe D'Angerio (Dr Watterson)
- Brian Freifield (infirmier)
- Anya Matanovic (étudiante)
- Joe Vassallo (Chef de Gare du Vatican)

### Épisode 17:Questions réponses
- États-Unis : 17 mars 2002 sur ABC
- France : 22 mai 2002 sur Téva

- Joey Slotnick (officier Steven Haladki)
- Roger Moore (Edward Poole)
- Edward Atterton (Daniel "Danny" Hecht)
- Frank Hoyt Taylor (agent Dunn)
- Lisa Dinkins (agent Baker)
- Arabella Holzbog (Laura Bristow (non-créditée))
- Terry O'Quinn (agent Kendall)
- Andrew A. Rolfes (US Marshall Kendricks)
- Jon Simmons (agent du FBI)
- Michael A. Tessiero (lui-même)

- L'épisode est constitué principalement de diverses scènes des 16 épisodes précédents et révèle plus le fonctionnement du SD-6.
- Première apparition du directeur adjoint du FBI Kendall, joué par Terry O'Quinn.
- Sydney fait référence aux catastrophes de Bhopal et de Shigaraki (avec des images réelles) et suggère que l'Alliance en est responsable.

### Épisode 18:Point faible
- États-Unis : 7 avril 2002 sur ABC
- France : 29 mai 2002 sur Téva

- Peter Berg (Noah Hicks)
- Patricia Wettig (Dr Judy Barnett)
- Angus Scrimm (agent McCullough)

### Épisode 19:Face cachée
- États-Unis : 14 avril 2002 sur ABC
- France : 5 juin 2002 sur Téva

- Scott Vance (agent Douglas)
- Kate Anthony (Irina Derevko / Laura Bristow (voix))
- Richard F. Whiten (officier Pollard)
- Peter Berg (Noah Hicks)
- Derrick O'Connor (Alexander Khasinau)
- Angus Scrimm (agent McCullough)
- Don Took (agent Grey)
- Patricia Wettig (Dr Judy Barnett)
- Boris Lee Krutonog (Alexander Khasinau jeune)
- Paul Lieber (Bentley Calder jeune)
- Natasha Pavlovich (Laura Bristow jeune)
- Stephen Spinella (Kishell)

### Épisode 20:Mauvaise Posture
- États-Unis : 21 avril 2002 sur ABC
- France : 12 juin 2002 sur Téva

- David Anders (M. Sark)
- Amy Irving (Emily Sloane)
- James Handy (Ben Devlin, directeur de la CIA)
- Michelle Arthur (en) (Abigail)
- Tony Amendola (Tambor Barcelo)
- Al Faris (Salim Wahid)
- Zuhair Haddad (Sayyad)
- Nicholas Kadi (Algosaibi)
- Kamal Marayati (Sial)

### Épisode 21:Rendez-Vous
- États-Unis : 5 mai 2002 sur ABC
- France : 19 juin 2002 sur Téva

- David Anders (M. Sark)
- Amy Irving (Emily Sloane)
- Wolf Muser (en) (Ramon Veloso)
- Derrick O'Connor (Alexander Khasinau)
- Joseph Ruskin (Alain Christophe)
- Kamala Lopez Dawson (Dr Shah)
- Philippe Bergeron (Lucques Trepanier)
- Tony Amendola (Tambor Barceló)
- Christopher Dukes (Le leader de l'équipe Alpha)
- Yvans Jourdain (Le second garde de la porte)
- Angela Nogard (Artiste)
- Tom Waite (Interrogateur)

### Épisode 22:57 Minutes
- États-Unis : 12 mai 2002 sur ABC
- France : 25 juin 2002 sur Téva

- David Anders (M. Sark)
- James Handy (Ben Devlin, directeur de la CIA)
- Amy Irving (Emily Sloane)
- Wolf Muser (en) (Ramon Veloso)
- Derrick O'Connor (Alexander Khasinau)
- Angus Scrimm (agent McCullough)
- Joey Slotnick (officier Steven Haladki)
- Michelle Arthur (en) (Abigail)
- Emily Wachtel (ouvrière)
- Elaine Kagan (June Litvack)
- Ric Young (Le Dentiste)